# Genia Kostka
Genia Kostka (* 16. März 1979) ist eine deutsche Politikwissenschaftlerin.

## Leben
1998 erwarb sie am Li Po Chun College (Hongkong) das International Baccalaureate. 2001 erwarb sie den Bachelor of Science in Internationalen Beziehungen an der London School of Economics and Political Science, 2003 den MA in Internationalen Beziehungen an der Johns Hopkins University, mit den Spezialisierungen Internationale Wirtschaft und internationale Entwicklung. 2010 erwarb sie den DPhil in Entwicklungsstudien, Universität Oxford, Pembroke College, mit der Dissertation Entwicklung des Privatsektors in Zentralchina: Muster, Ursachen und die Rolle der lokalen Regierungen. 
Von 2010 bis 2014 lehrte sie als Juniorprofessorin für chinesische Wirtschaftswissenschaften, Department of Economics, Ost-West-Zentrum für Wirtschafts- und Kulturwissenschaften, an der Frankfurt School of Finance and Management. Von 2014 bis 2016 lehrte sie als Professorin für Energie- und Infrastruktur an der Hertie School of Governance. Von 2010 bis 2014 war sie Professorial Fellow an der Tsinghua-Universität am Forschungszentrum für technologische Innovation (RCTI). Seit 2017 lehrt sie als Professorin für Chinesische Politik an der FU Berlin und leitet dort das Institut für Chinastudien.
Ihre Forschungsinteressen sind Digitale Gesellschaft, Umweltpolitik, und politische Ökonomie mit dem regionalen Schwerpunkt China.

## Schriften (Auswahl)
- als Herausgeberin mit Arthur P. J. Mol: Local Environmental Politics in China. Challenges and Innovations. London 2014, ISBN 978-0-415-72329-9.
- als Herausgeberin mit Jobst Fiedler: Large infrastructure projects in Germany. Between ambition and realities. Cham 2016, ISBN 978-3-319-29232-8.
- als Herausgeberin mit Kai Wegrich und Gerhard Hammerschmid: The governance of infrastructure. Oxford 2017, ISBN 978-0-19-878731-0.